# 捷克斯洛伐克选举
捷克斯洛伐克国民议会的第一次议会选举于1920年（即捷克斯洛伐克建国第二年）举行。上述选举遵循1920年捷克斯洛伐克宪法。选举前夕，1910年在匈牙利当选的斯洛伐克代表和其他增选代表与1911年在內萊塔尼亞当选的捷克代表在革命国民大会首设立法机关。

## 捷克斯洛伐克第一共和国 (1918–1938)
捷克斯洛伐克第一共和国分别于1920年、1925年、1929年和1935年举行了议会选举。当时捷克斯洛伐克国民议会由众议院（300席）和参议院（150席）组成。议员基于比例代表制采用多成员选区选举产生。

## 捷克斯洛伐克第二共和国 (1938–1939)
1938年德国占领捷克斯洛伐克后，各政党暂停民主选举。1938年斯洛伐克的选举中，未获赫林卡的斯洛伐克人民党提名的政党被停职。1938年选举采用公投形式，问题是“你想要一个新的、自由的斯洛伐克吗？”1939 年至 1945 年间存在的波希米亚和摩拉维亚保护国或斯洛伐克共和国未曾进行选举。

## 捷克斯洛伐克第三共和国 (1945–1948)
尽管在国民阵线内的政党数量有限，制宪国民议会的唯一一次选举在1946年举行。这是1948年政变前的最后一次自由选举，1990年方恢复。

## 捷克和斯洛伐克联邦共和国 (1990–1992)
随着共产主义的衰落，捷克斯洛伐克在1990年再次举行自由选举。下述选举在联邦议会各议院和加盟共和国的各国会中举行：
- 1990年捷克大选
- 1990年斯洛伐克大选

1992年议会选举后，获胜的政党于1993年1月1日宣告捷克斯洛伐克联邦解散。